# 医薬品の個人輸入
医薬品の個人輸入（いやくひんのこじんゆにゅう）とは、国外の販売店から医薬品を個人で購入し、国内に輸入することであり、さまざまな規制と制限の下に置かれる。
日本では、医薬品、医療機器等の品質、有効性及び安全性の確保等に関する法律（薬機法）によって規制されている。外国で受けた治療を続けるために必要な医薬品や、日本に滞在する外国人が必要な常備薬を日本でも継続して服用する場合への配慮の下、厚生労働省の内部部局である医薬局（旧医薬食品局、医薬・生活衛生局）が数量などを制限して規制を行っている。自国では手に入らない未承認の医薬品や、保険が未適応のために高額な医薬品をより安価に購入する目的などで個人輸入を行うケースが多い。

## 日本における医薬品の個人輸入
日本国内で医薬品を購入するためには、医師の処方箋が必要となる。そのため、日本国内における通信販売で医薬品を購入することはできない。しかしながら、海外から個人が使用する目的で、個人が使用する一定の量を購入し、医薬品を個人輸入することは法律により許されている。ただし、個人輸入した医薬品を購入者以外に譲渡する行為は、たとえ相手が家族や友人であっても、個人の使用範囲を超える行為として禁じられている。また、万が一、個人輸入した薬を服用して事故などが起きた場合でも医薬品副作用被害救済制度 の給付を受けることができないため、全て自己責任となる。

### 背景
欧米で承認されている新薬が日本で承認され、患者の治療のために使用することができるようになるまでにより多くの年月を要する。この時間差はドラッグ・ラグ（Medical drug lag）と呼ばれ、日本では海外よりも新薬が承認されるまで2-6倍の年月がかかるとされている。遅延されるばかりでなく、日本では承認されない医薬品もある。欧米では実際に治療のために使用されている医薬品が、日本では使用できないケースがある。
現在、米国や欧州で承認されているが、日本では未承認のリストが独立行政法人医薬品医療機器総合機構 （PMDA；Pharmaceuticals and Medical Devices Agency）の未承認薬データベース にて公開されている。

### 数量の制限の規制
医薬品の個人輸入が許可されるのは、個人が使用する目的で、個人が使用する数量に限られている。他人への譲渡や転売は禁止されている。本来、医薬品を個人輸入する際、薬機法に違反していないことを証明するために地方厚生局（厚生労働省の地方支分部局）に必要書類を提出することが求められている。しかし、一定の数量以内であれば、特に申告しなくても個人輸入することが許されている。医薬品や医療機器を販売目的で輸入するためには、薬機法の規定により、厚生労働大臣の承認と許可が必要だ。

### 医薬品及び医薬部外品の数量
医薬品および医薬部外品を個人輸入できる数量は厚生労働省により定められている。
- 外用剤（軟膏、貼付剤、点眼薬、坐薬など）：標準サイズで1品目24個以内
- 医薬品（処方箋薬）：用法用量1か月分以内
- 上記以外の医薬品・医薬部外品：用法用量からみて2か月分以内

海外ではサプリメントとされているお薬や、日本国内で医薬部外品として扱われている入浴剤や育毛剤、ドリンク剤なども個人輸入では医薬品とみなされる。

### 医薬品の個人輸入代行サービス
海外から医薬品を個人輸入する際、外国語でのやりとりや税関での手続きが生じる。この購入過程を代行して行う業務会社が個人輸入代行サービスである 。近年では、インターネットを使用しての個人輸入代行サービスが主流となっている。
個人輸入代行サービス業者は業務を行っていることを広告することは許されている。しかし、個人輸入代行サービス業者が外国の医薬品の広告を行い、購入を誘引することは禁じられている。ウェブサイトにて未承認医薬品の商品のリストを示し、希望者を募ることも広告行為とみなされ、薬機法で禁じられている。
消費者から注文の要請を受けた個人輸入代行業者は、外国の販売店に商品を代わりに注文すると、外国の販売店から直接消費者の住所に医薬品が届けられる。このような受動的手続代行行為は許可されている。
個人輸入代行業者が消費者から注文を募り、外国の販売店が一括して商品を個人輸入代行業者に送り、その商品を国内から消費者の住所に発送する行為は輸入業務とみなされ、禁じられている。このような業務は能動的手続代行行為とみなされ、薬機法に違反している。

### 医薬品の通関
医薬品を個人的に輸入する際、国際郵便物が税関の外郵出張所でのチェック、検査を受ける。書類、または現物をチェックし、薬機法が守られているかを確認。個人の使用目的か、数量は守られているかなどを確認し、問題がなければ輸入が許可される。この過程において課税対象かが見極められ、課税対象の方には関税の納付が郵便局より通知される。